# Plumbonacrit

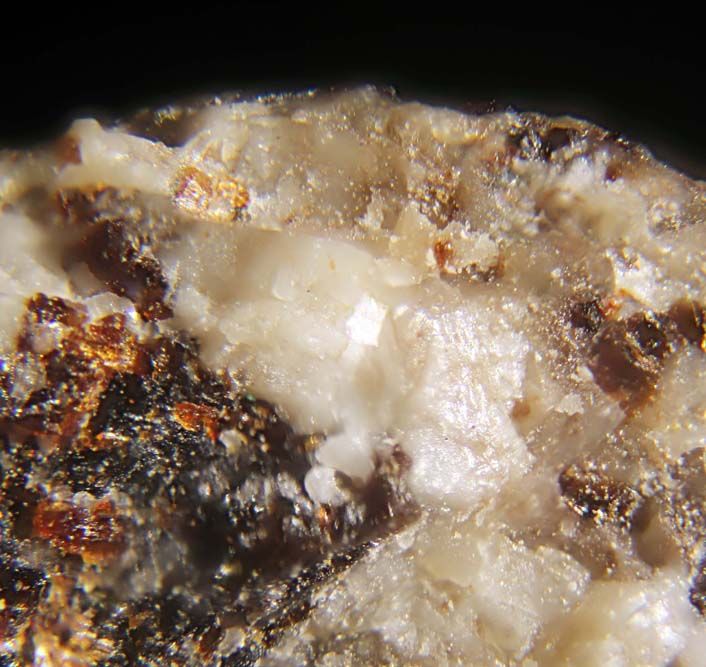
Cristale de plumbonacrit, un mineral rar pe bază de plumb, identificat atât în medii naturale, cât și în straturi de vopsea din opere de artă renascentiste.

Plumbonacritul este un mineral rar, compus de plumb cu carbonat și hidroxid, cu formula chimică Pb₅O(OH)₂(CO₃)₃. Este cunoscut pentru aspectul său perlat și culoarea albă sau incoloră, fiind întâlnit în medii oxidante, adesea ca produs de alterare al altor minerale de plumb.

## Structură și proprietăți
- Formula chimică: Pb₅O(OH)₂(CO₃)₃
- Sistem cristalin: Trigonal
- Duritate: 3.5 pe scara Mohs
- Luciu: Perlat
- Densitate: ~7.07 g/cm³
- Culoare: Albă până la incoloră
- Stabilitate: Câmp de stabilitate îngust[1][2]

## Formare și localități
Plumbonacritul se formează prin reacții chimice între oxidul de plumb (PbO), uleiuri și dioxid de carbon, fiind identificat în medii naturale și în opere de artă vechi. A fost descoperit în mai multe mine europene, inclusiv:
- Mina Långban, Suedia
- Mina Clara, Germania
- Sainte-Lucie, Franța[2][3]

## Utilizare artistică
Recent, cercetătorii au identificat plumbonacritul în straturi de vopsea din tablouri celebre, precum Mona Lisa de Leonardo da Vinci și Rondul de Noapte de Rembrandt. Se crede că da Vinci a folosit intenționat acest compus pentru a obține o uscare rapidă și o textură densă a stratului de bază.

## Siguranță
Plumbonacritul conține plumb, un element toxic. Manipularea sa necesită precauții, mai ales în medii de laborator sau restaurare artistică. Nu este utilizat industrial din cauza toxicității și rarității.